# Каменка (приток Хмары)
Каменка — река в Смоленской области России, левый приток Хмары. Длина — 21 километр. Площадь водосбора — 87 км².
Начинается возле опустевшей деревни Бобарыкин Холм Глинковского района Смоленской области. Общее направление течения на запад. Река протекает через деревни Хотеево, Старо-Ханино, Ново-Ханино, Каменка, Харинка.
В Каменку впадает несколько безымянных ручьёв.